# Musée de France
Musée de France is een officiële status voor musea in Frankrijk. Deze is 2002 in de wet vastgelegd onder de naam museumwet. De status kan worden toegekend door de Minister van Cultuur, na overleg met de Haut Conseil des musées de France. Musea met deze status zijn onderworpen aan controle door de contrôle scientifique et technique de l'État.
Een Musée de France heeft als taken
- Het in stand houden, restaureren, bestuderen en verrijken hun collecties;
- Het toegankelijk maken van hun collecties voor het breedste publiek;
- Het houden van educatieve activiteiten tot verspreiding van cultuur;
- Het bijdragen aan kennis en onderzoek op het gebied van cultuur en  distributie daarvan.

De collecties van Musée de France behoren tot het publieke domein van Frankrijk en zijn als zodanig onvervreemdbaar. Dit heeft als gevolgd dat elke beslissing om stukken te verkopen alleen kan worden genomen na advies van een wetenschappelijke commissie zoals vastgelegd in de wet.